# Xenofrea guttata
Xenofrea guttata är en skalbaggsart som beskrevs av Maria Helena M. Galileo och Martins 2006. Xenofrea guttata ingår i släktet Xenofrea och familjen långhorningar. Inga underarter finns listade i Catalogue of Life.